# Ingrid Kremling
Ingrid Kremling-Domanski (* 1948 in Nürnberg) ist eine deutsche Opern-, Lied- und Konzertsängerin in der Stimmlage lyrisch-dramatischer Sopran. Sie ist seit 1987 Professorin für Gesang an der Hochschule für Musik und Theater Hamburg.

## Leben und künstlerisches Wirken
Ihre Ausbildung absolvierte sie an der Hochschule für Musik und Theater München. Anschließend folgten noch Studien in Amsterdam, Salzburg und Zürich. Die junge Künstlerin gewann bei zahlreichen Gesangswettbewerben, unter anderem in Wien, Berlin, Hannover, Zürich und Paris.
Ingrid Kremling sang auf allen großen und bedeutenden Opernbühnen: Antwerpen, Chicago, Berlin, Hamburg, London, Mailand, München, New York, Paris, Tokio, Warschau und Wien. Bei ihrem Debüt als Arabella in der gleichnamigen Oper von Richard Strauss an der Metropolitan Opera in New York wurde sie von der amerikanischen Presse enthusiastisch als World-class-soprano gefeiert.
Als Konzert- und Liedsängerin wurde sie insbesondere als Mozart- und Strauss-Sängerin bekannt.
Ingrid Kremling ist eine hochgeschätzte Gesangspädagogin. Neben ihrer Verpflichtung als Professorin für Gesang gibt sie Meisterklassen im In- und Ausland.
Zu ihrer Schülerinnen gehörten unter anderem Angela Denoke, Tabea Fischle, Aleksandra Kurzak, Cathrin Lange, Silke Willmann und Helena Zubanovich.
Zahlreiche Fernseh-, Rundfunk- und Schallplattenaufnahmen zeugen von der Vielseitigkeit dieser Ausnahmekünstlerin.

## Diskografie
- Frederic Chopin. Polnische Lieder op. 74, Label: Melisima